# Stowarzyszenie złoczyńców
Stowarzyszenie złoczyńców (fr. Association de malfaiteurs) – francuska komedia filmowa z 1987 roku w reżyserii Claude’a Zidi. Zdjęcia kręcono m.in. w Paryżu, Argenteuil i Conflans-Sainte-Honorine.

## Fabuła
Thierry, Gérard, Francis i Daniel, przyjaciele i byli koledzy z HEC Paris, biorą udział w wieczorze zorganizowanym przez szkołę. Gérard i Thierry to partnerzy biznesowi oskarżeni o okradzenie sejfu bogatemu potentatowi w tym serialu komediowym. Żart przynosi odwrotny skutek, gdy obaj wmawiają swojemu koledze Danielowi, że wygrał na loterii. Właściciel sejfu wzywa policję, która ściga intrygującą dwójkę. Obaj okradają sejf po raz drugi, aby pokryć utratę pieniędzy skradzionych podczas pierwszego napadu. Monique jest zmysłową komisarzem policji i byłą miłością ofiary napadu, która prowadzi dochodzenie w tej dziwnej sprawie.

## Obsada
- François Cluzet jako Thierry
- Christophe Malavoy jako Gerard
- Véronique Genest jako Monique Lemercier
- Jean-Claude Leguay jako Daniel
- Jean-Pierre Bisson jako Bernard Hassler
- Claire Nebout jako Claire
- Gérard Lecaillon jako Francisco[2]